# Radoslav
Radoslav (Servisch: Радослав, Grieks: Τοδόσθλαβος) (? - na 822) was Servisch župan op het einde van de 8e eeuw en het begin van de 9e eeuw. Hij was de zoon van Višeslav en verwant aan de onbekende archont en was de vader van Prosigoj.